# Lipieck
Lipieck (ros. Липецк) – miasto obwodowe w Rosji, nad Woroneżem. Liczy 508 573 mieszkańców (2020).
W lesie w pobliżu Lipiecka w 1879 powołano do życia rewolucyjną organizację terrorystyczną Narodnaja Wola.
Na mocy układu z Rapallo zawartego 16 kwietnia 1922 roku między Rosją Sowiecką i Niemiecką Republiką Weimarską Reichswehra w ośrodku szkoleniowym WIVUPAL szkoliła od 1926 swoich pilotów wojskowych obchodząc ograniczenia wersalskie.

## Gospodarka
W mieście rozwinął się przemysł maszynowy, środków transportu, chemiczny, materiałów budowlanych, spożywczy oraz hutniczy.

## Galeria

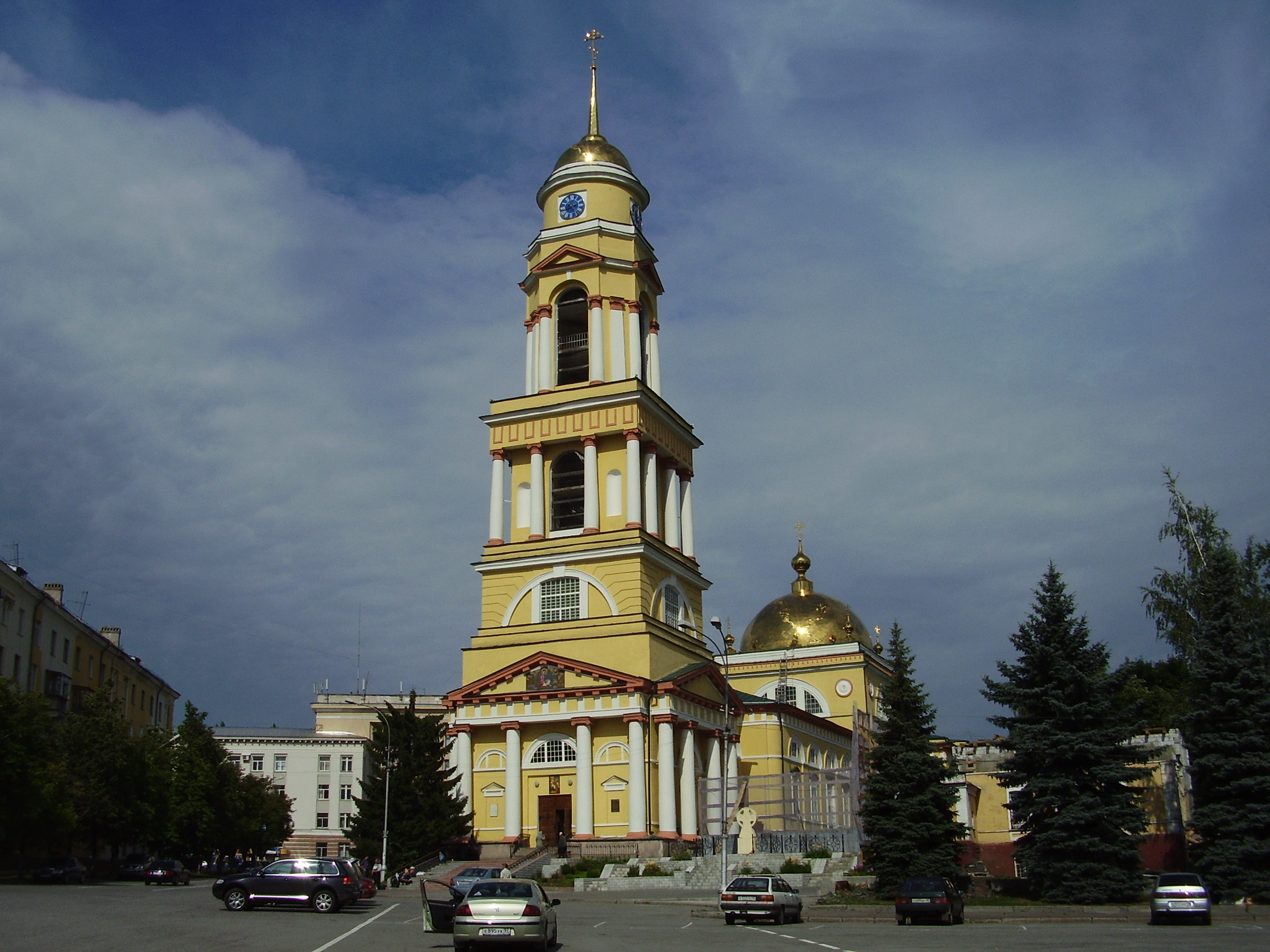
Sobór Katedralny Narodzenia Pańskiego
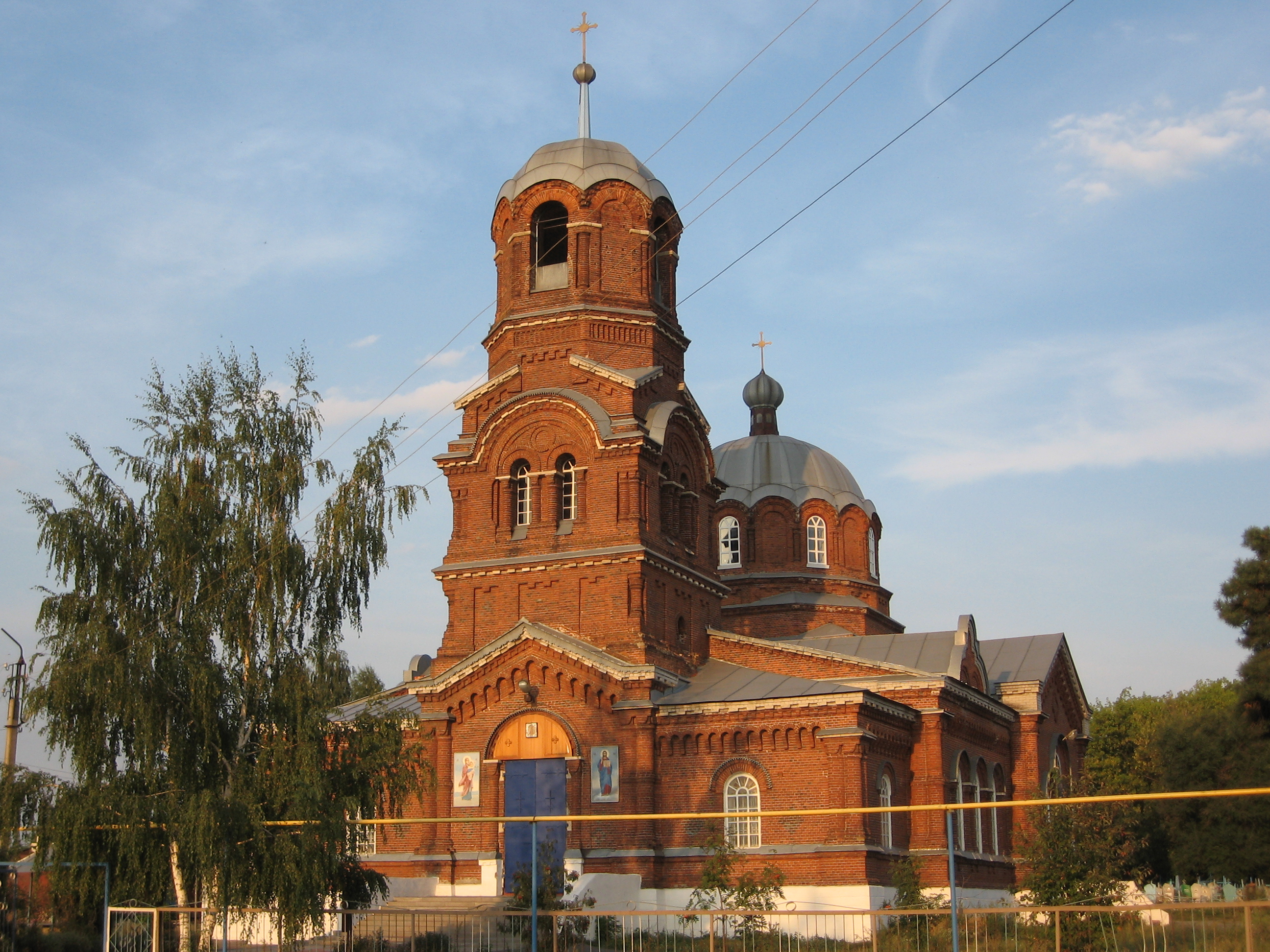
Cerkiew św. Michała Archanioła
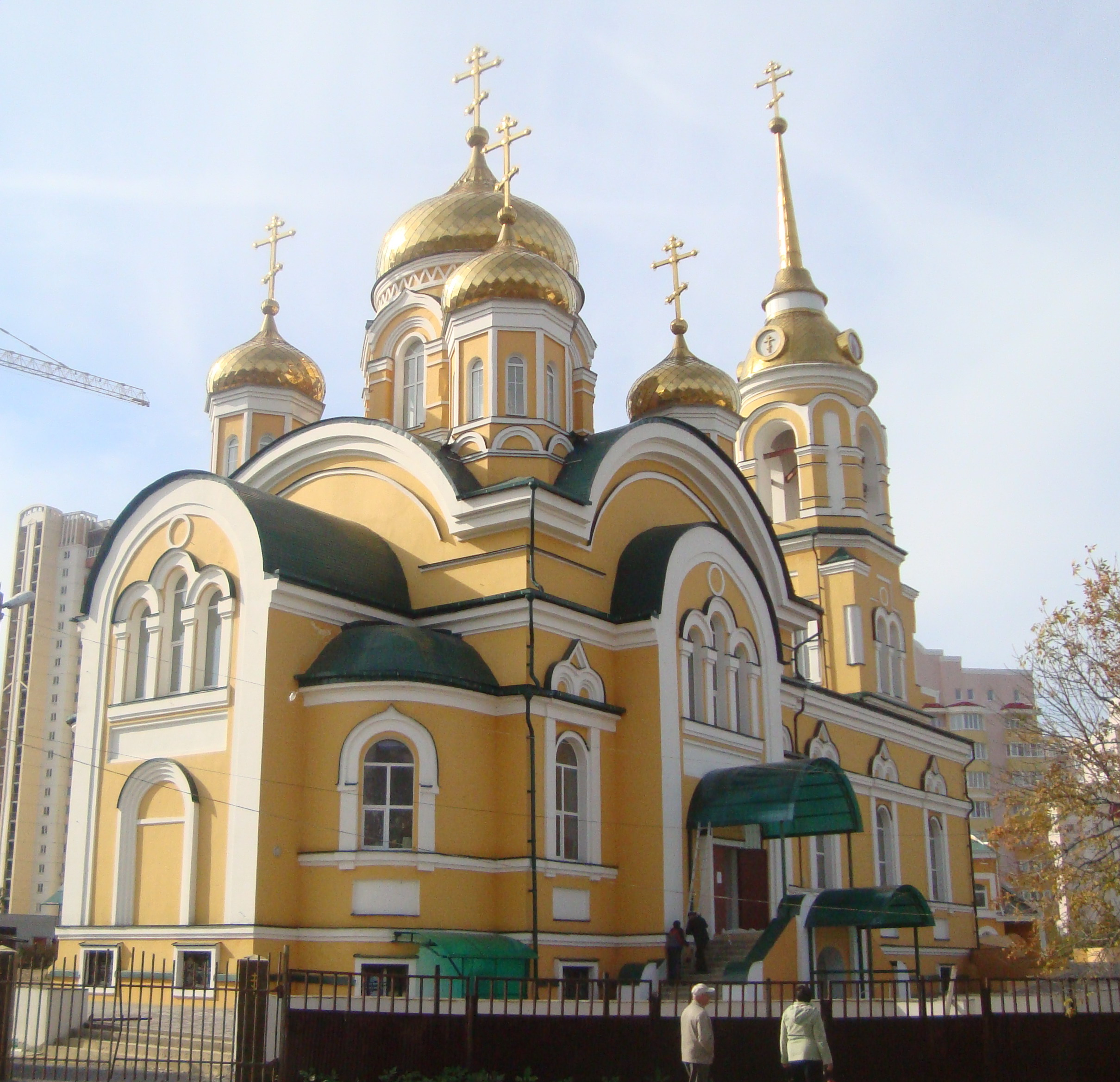
Cerkiew Wszystkich Świętych
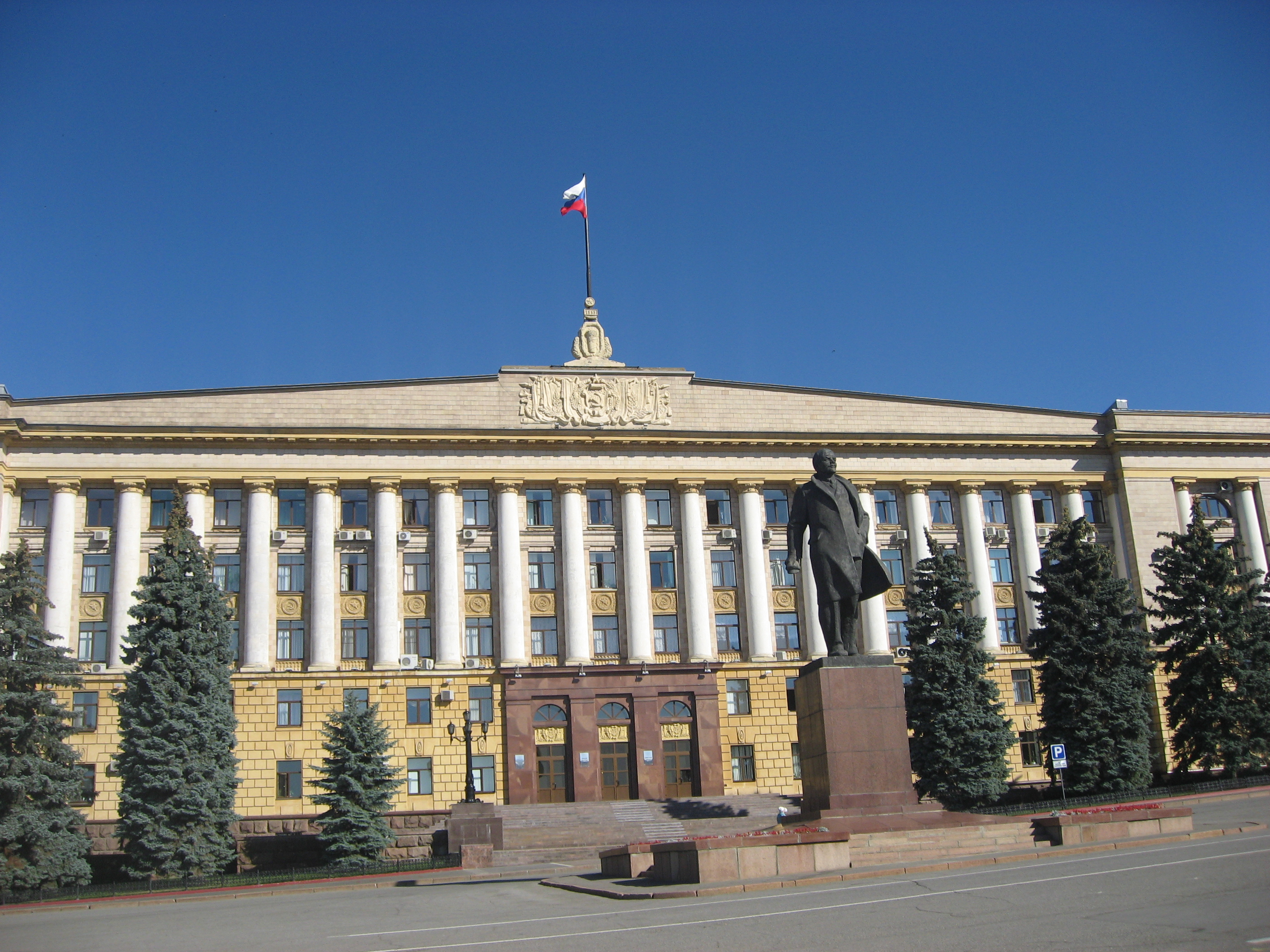
Administratura Lipiecka
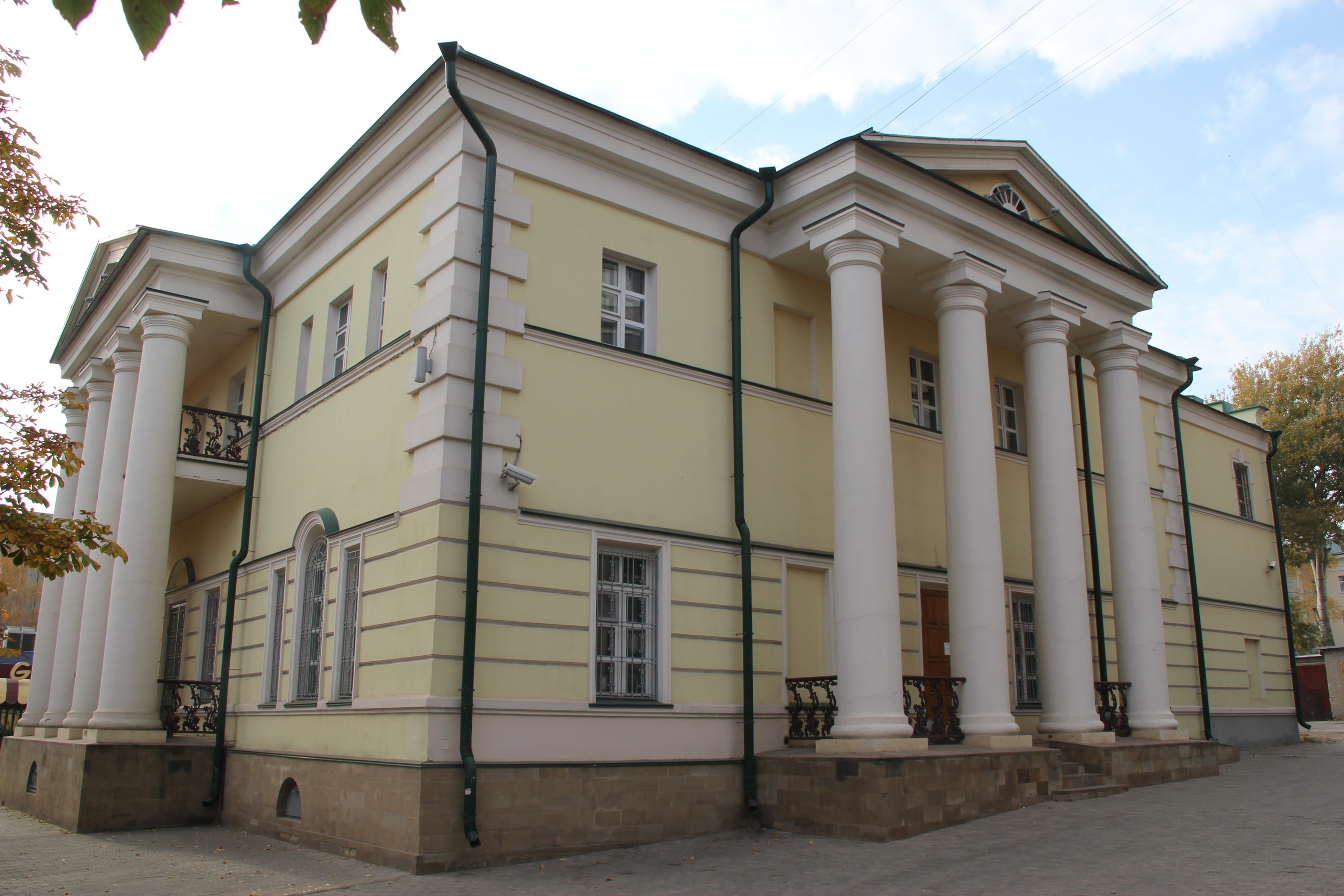
Dom Gubina
Widok na Lipieck
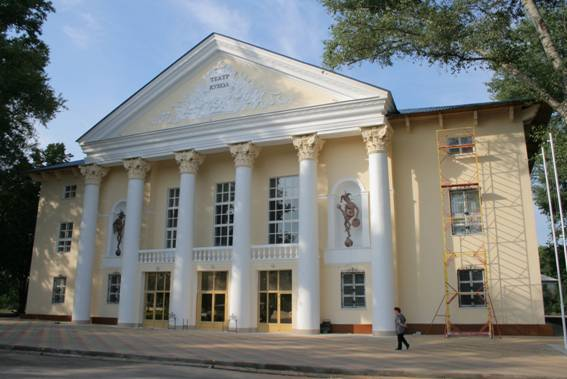
Teatr Lalek
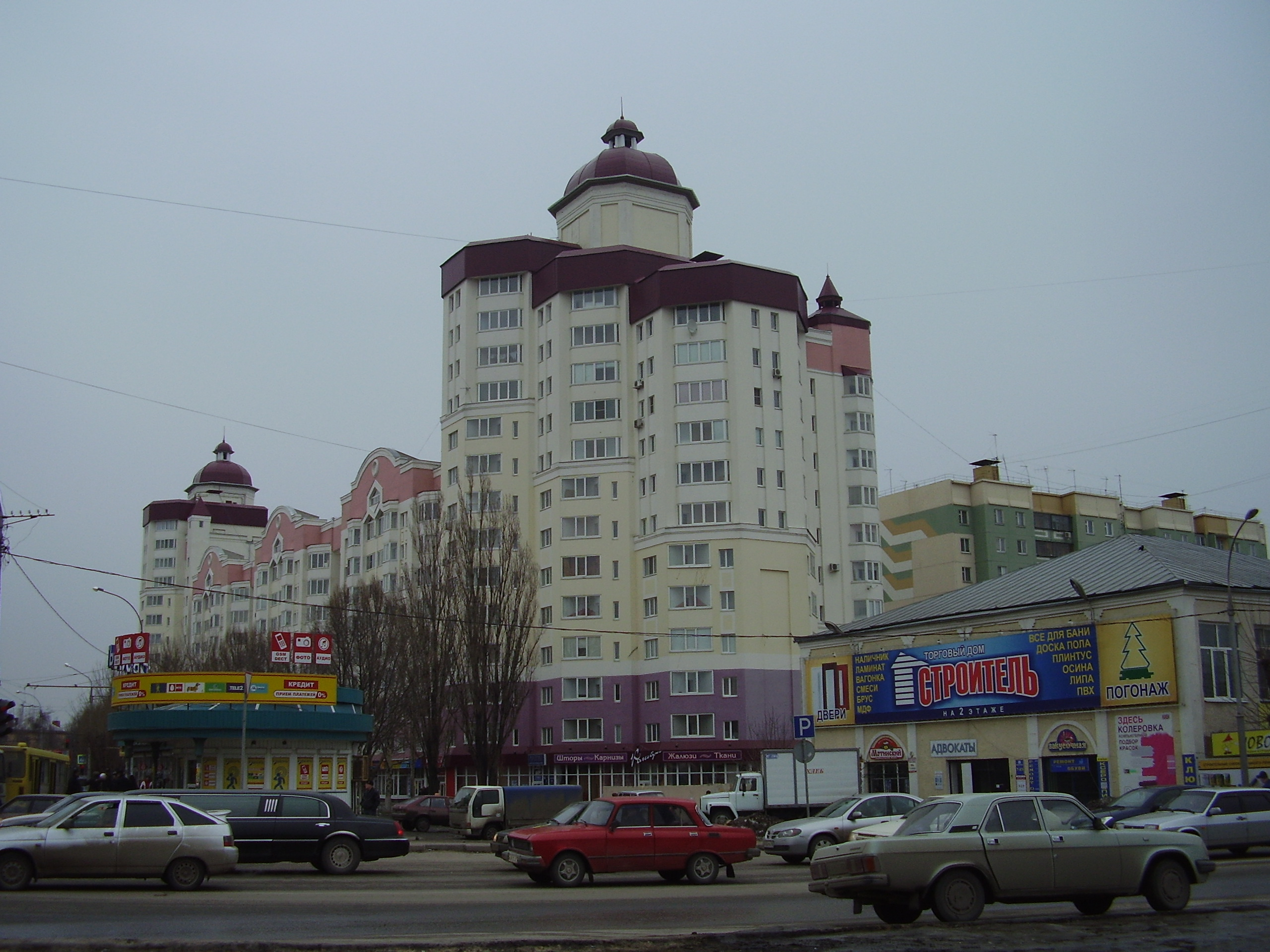
Blok na Pobiedzie

## Transport
- W mieście znajduje się stacja kolejowa Lipieck oraz sieć tramwajowa i trolejbusowa.
- Port lotniczy Lipieck

## Sport
- Mietałłurg Lipieck – klub piłkarski
- Indezit Lipieck – klub piłki siatkowej kobiet
- HK Lipieck – klub hokejowy